# Maaz al-Kassasbeh
Maaz al-Kassasbeh (arabe : معاذ صافي يوسف الكساسبة prononciation levantine méridional : [mʊˈʕaːð-, mʊˈʕaːz ˈsˤɑːfi ˈjuːsef el kaˈsaːsbe]) ou Mouath al-Kassaesbah, né le 29 mai 1988 à Al-Karak et mort le 3 janvier 2015 selon la Jordanie,, est un pilote de chasse jordanien.

## Vie personnelle
Maaz était, avec son frère aîné Jawdat Safi al-Kassasbeh, l’un des huit enfants de Issaf et Safi Yousef al-Kasasbeh, un directeur d'école à la retraite d'Al-Karak, en Jordanie,,. Il était un musulman sunnite. Les al-Kassasbehs sont une famille importante de l’influente tribu musulmane sunnite des Bararsheh de la Jordanie méridionale. Son oncle, Fahed al-Kasasbeh, était notamment major général dans l’armée royale jordanienne,.
En septembre 2014, deux mois avant sa capture, il s'était marié à l'ingénieure Anwar al-Tarawneh. Il vivait alors dans le village de 'Ayy (en) dans les monts Karak, dans le gouvernorat de Karak, à 140 kilomètres au sud d’Amman, la capitale,.

## Carrière
Diplômé en 2009 du King Hussein Air College (en), il rejoint les forces aériennes jordaniennes, la Royal Jordanian Air Force (RJAF). Formé sur F-16, il est stagiaire du 120e escadron des forces aériennes sud-coréennes à Seosan, et obtient sa qualification en 2012. 
Rattaché à la première escadrille de la RJAF, il est positionné à la base aérienne Muwaffaq Salti, près d'Azraq.

## Capture
Le 24 décembre 2014, il est capturé par État islamique (EI) après l'écrasement de son avion de chasse — un F-16 Fighting Falcon — en Syrie alors qu'il participait à des raids de la coalition arabo-occidentale. L'EI exige la libération de Sajida al-Rishawi, une femme irakienne condamnée à mort en Jordanie pour tentative de terrorisme et possession d’explosifs, en menaçant d'assassiner Maaz. Le deal proposé par Daech au gouvernement jordanien est alors le suivant : la libération de Sajida al-Rishawi contre la libération du journaliste japonais Kenji Gotō et la vie sauve pour Maaz. Le gouvernement jordanien tente d'inclure la libération de Maaz dans l'accord et demande des preuves tangibles qu'il soit encore en vie. Le 2 janvier 2015, l'armée jordanienne tente de le libérer lors d'une opération aéroportée à Raqqa, mais celle-ci échoue. Dès le 8 janvier, des militants du groupe Raqqa Is Being Slaughtered Silently annoncent sur les médias sociaux que le pilote a été tué, mais sans confirmation du groupe djihadiste.  

## Mort
Dès sa capture, des partisans de Daech ont utilisé le mot-dièse arabe #SuggestAWayToKillTheJordanianPilotPig sur Twitter, recourant ainsi au crowdsourcing et publicisant leur intention d’exécuter al-Kassasbeh,,. D'après un film publié par le groupe, Al-Kassasbeh a été brûlé vif par des membres de Daech en janvier 2015,. Son exécution a en effet été filmée et montrée à la fin d’un snuff movie de 22 min 34 s intitulé Guérir les poitrines des croyants, produit par Al Furqan (organe de propagande médiatique de Daech), réalisé par Abdurahman Al Andalus / Fabio Pocas (un vingtenaire portugais qui vivait à Londres pour trouver un emploi dans le monde du football et qui à finalement rejoint Daech avec quatre de ses compatriotes) et diffusé via un compte Twitter pro-Daech ainsi que sur des plateformes de vidéos en ligne,,. La vidéo le montre avec un œil au beurre noir, d’abord attablé, puis enfermé dans une cage d’acier noire et vêtu d’une combinaison orange imbibée d'essence, avant qu’un militant de Daech mette le feu à une piste aspergée d’essence menant à la cage dont le sol était lui aussi recouvert d'essence. Il a été brûlé vif en l'espace d'une minute alors que de nombreux hommes cagoulés, en treillis camouflage « désert » le regardaient de loin. Alors qu'il est en train de se consumer agenouillé par terre, une citation du savant Ibn Taymiyya censée conférer une justification aux actes de l'organisation, apparaît à l'écran : « Si dans la punition publique exemplaire (tamthil) il y a un appel à croire ou à dissuader l'agression, il est alors question d'appliquer les hudud et le djihad légal. ». Une pelleteuse éteint finalement le feu en déversant des pierres, puis du sable, sur la cage.  
Avant d’être brûlé vif, al-Kassasbeh a été contraint de révéler les noms et les adresses d’un certain nombre de ses collègues de la Force aérienne royale jordanienne vivants à Al-Karak, Amman, Azraq et Ar Ramtha,. Leurs noms et leurs photographies ont été affichés à la fin de la vidéo, avec une prime de 100 dinars d’or (environ 20 000 $) pour chaque « pilote croisé » qui serait tué,.   
Alors que Daech a fait projeter la vidéo de la mort d'al-Kassasbeh dans des rues et des mosquées, la plupart des médias occidentaux ont refusé de montrer la vidéo dans son intégralité, se contentant de la décrire ou montrant des images précédant l'immolation d'al-Kassasbeh. Fox News a posté la vidéo complète sur son site web,. Elle était d'ailleurs toujours consultable en 2019.   
Le gouvernement jordanien a estimé qu'Al-Kassasbeh avait été brûlé vif le 3 janvier, plutôt que le 3 février, date à laquelle la vidéo a été publiée sur Twitter. Si c'est vrai cela confirmerait alors que Daech n'avait jamais eu l'intention de l'échanger contre Al-Rishawi. Selon d'autres informations, il aurait peut-être été tué quelques jours plus tard, le 8 janvier. C'est en tout cas ce que suggère un tweet posté par un activiste syrien du groupe Raqqa Is Being Slaughtered Silently ce jour-là, affirmant qu'il aurait vu des membres de Daech fêter son décès le 8 janvier,. Al-Kassasbeh aurait été gardé à jeun durant les cinq jours qui ont précédé sa mise à mort.   
Le 25 février 2015, al-l'tisam, une branche médiatique de Daech, a publié une vidéo intitulée Message à la Jordanie, montrant de nouveaux extraits de la vidéo de la mise à mort d'al-Kassasbeh,. Par ailleurs, des extraits imprimés de la vidéo étaient tenus par les mains de Kenji Gotō, otage japonais de l'organisation qui avait fini par être décapité le 31 janvier 2015, avant la publication de la vidéo.  
Dans un documentaire diffusé par Al-Arabiya en février 2017, Abou Moussab al-Ourdouni, un ancien membre de Daech révèle que l'équipe de tournage chargé de filmer la mise à mort d'al-Kassasbeh était composé de cinq personnes et quatre caméras. Il déclare aussi qu'al-Kassasbeh n'avait pas la moindre idée qu'il était sur le point d'être brûlé vif et ce jusqu'à ce que la mèche soit allumée,. Enfin, il affirme qu'Abou Mohammed al-Adnani aurait personnellement supervisé la mise à mort.          
En 2018, la police belge identifie Osama Krayem, un suédois impliqué dans les attentats commis en 2015-2016 à Paris et Bruxelles, comme étant « l'un des auteurs actifs de l'exécution » d'al-Kassasbeh.                               
En 2019, les autorités irakiennes ont ratifié le verdict rendu par un tribunal d'exécuter l'ancien « wali de l'Euphrate » Saddam Omar al-Jamal (en) pour son implication dans la mise à mort d'al-Kassasbeh.

## Réactions

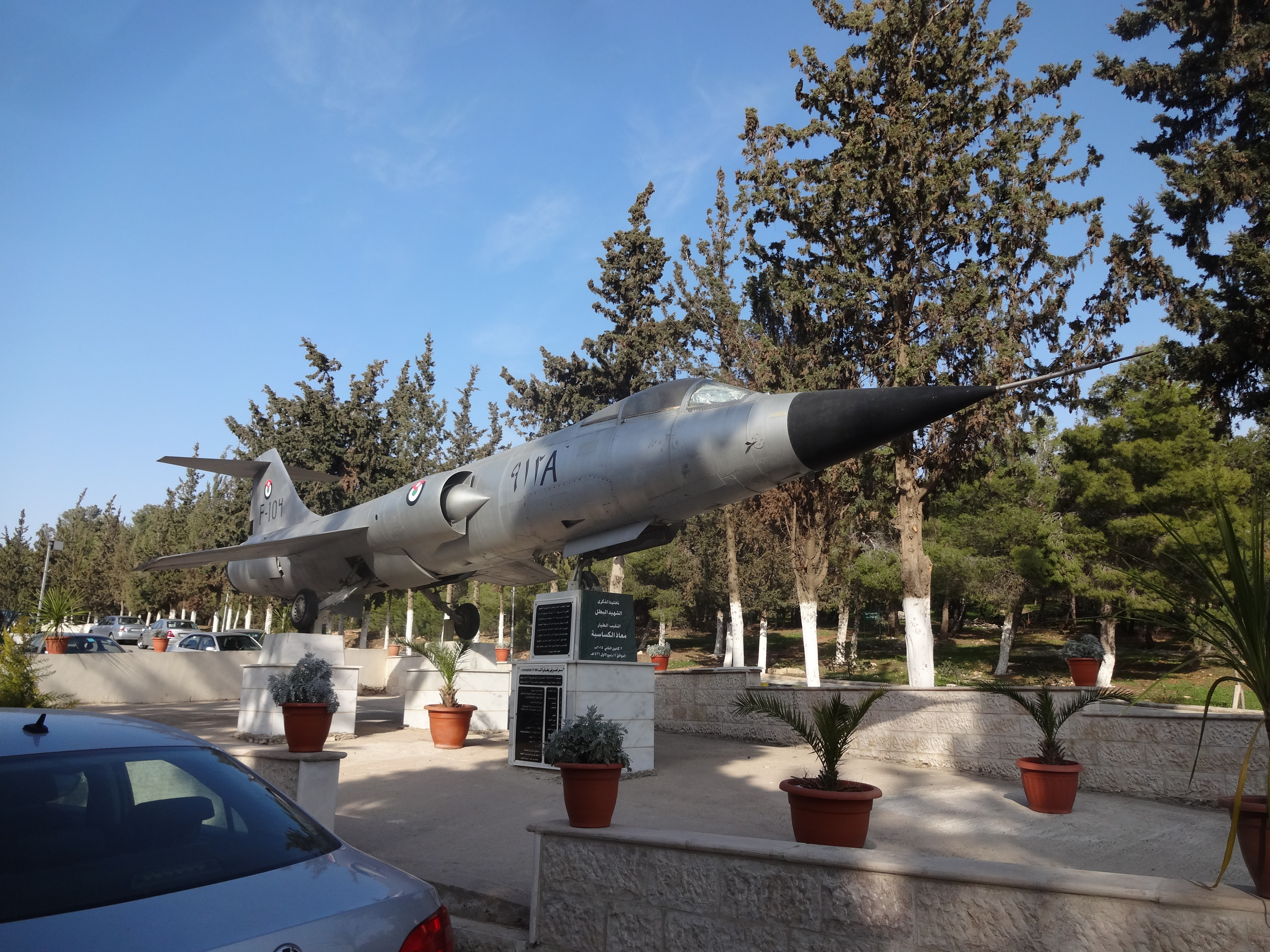
Mémorial honorant la mémoire de Maaz al-Kassasbeh à l'université de Jordanie.

Concernant la mort du pilote jordanien brûlé vif, le Palestinien de nationalité britannique Issam Abuanza (en), devenu Ministre de la santé de l'organisation État islamique déclare : « J'aurais aimé qu'ils le brûlent extrêmement lentement et que je puisse le soigner pour que nous puissions le brûler à nouveau ».  
L'immolation d'al-Kassasbeh a provoqué l'indignation en Jordanie ; même certains opposants à la participation du pays aux frappes aériennes contre Daech ont commencé à réclamer vengeance. 
Le roi Abdallah II a écourté une visite aux États-Unis, et le gouvernement jordanien a annoncé que tous les prisonniers sous sa garde qui avaient été reconnus coupables d'association avec Daech seraient exécutés « dans quelques heures » en représailles de la mise à mort d'al-Kassasbeh. Mamdouh al-Ameri, un porte-parole de l'armée jordanienne, a ajouté: « Tandis que les forces militaires pleurent le martyr, elles soulignent que son sang ne sera pas versé en vain. La vengeance sera aussi grande que la calamité qui a frappé la Jordanie. »
Le 4 février 2015, à l'aube, soit le lendemain de la diffusion de la vidéo, al-Rishawi et Ziad al-Karbouli (en), un autre Irakien qui était également dans le couloir de la mort, sont exécutés par pendaison à la prison de Swaqa (ar), en réaction à la mort d'al-Kassasbeh,,,. 
Plus tard dans la journée du 4 février, la Jordanie a lancé sa première réponse militaire à la mise à mort d'al-Kassasbeh (en). Des avions de guerre jordaniens ont bombardé des positions de Daech à Mossoul, tuant cinquante-cinq de leurs combattants, dont un commandant de premier plan surnommé « Prince de Ninive ». Le 5 février, la Jordanie a lancé des frappes aériennes contre des entrepôts d'armes et de munitions et des camps d'entraînement de Daech. Selon des responsables américains, ces attaques ont eu lieu près de Raqqa et ont impliqué vingt F-16 jordaniens et des avions de ravitaillement et de brouillage radio américains. Une fois leur mission terminée, ils survolèrent la ville natale d'al-Kassasbeh, Karak, alors qu'ils retournaient à leur base,. La Société radiodiffusion-télévision jordanienne a diffusé des images tournées avant ces attaques, montrant des pilotes en train de griffonner des messages sur les bombes qui allaient être larguées. « Pour vous, les ennemis de l'islam » disait un des messages. D'autres arboraient des versets du coran. En trois jours de bombardement, les avions de chasse jordaniens ont détruit 56 cibles de Daech et tué des dizaines de combattants de l'organisation,. 
Plusieurs ecclésiastiques, personnalités du monde musulman et organes de presse ont dénoncé la mise à mort d'al-Kassasbeh comme un meurtre. Le grand imam d'Al-Azhar, cheikh Ahmed el-Tayeb, a même demandé que les membres de Daech subissent le crucifiement ou l'amputation croisée (main droite et pied gauche), des peines normalement prévues par le Qorʾān pour ceux qui sont reconnus coupables de Hirabah (en),.  
Bien que la licéité d'une telle action fasse débat du point de vue de la loi islamique,,, Daech s'est réfugié derrière cette dernière pour justifier la mise à mort d'al-Kassasbeh. Par exemple, Syamsidun Uba, un prédicateur indonésien connu pour ses positions favorables à al-Baghdadi a fait valoir que l'immolation d'al-Kassasbeh constituait une application valable de la loi du talion arguant que les bombes des pilotes de la coalition utilisaient des mécanismes pyrotechniques pour tuer et que par conséquent la mort par le feu était prescrite pour ces derniers. Abou Sayyaf (en), un salafiste jordanien qui a passé une dizaine d'années dans les geôles jordaniennes pour ses activités militantes (dont un complot pour attaquer les troupes américaines), est du même avis, même s'il dénonce la publicité donnée à cette mise à mort comme contre-productive. Au contraire, Al-Qaïda a dénoncé cet acte comme « déviant » et un religieux saoudien influent au sein de Daech a exprimé lors d'une assise à Al-Bab sa désapprobation vis-à-vis de l'immolation du pilote jordanien capturé, demandant que ses auteurs soient jugés. Finalement, c'est lui qui a été demis de ses fonctions et assigné devant un tribunal de l'organisation. Haris Tarin (en), porte-parole du Muslim Public Affairs Council (en) semble prendre son parti en évoquant un hadith dans lequel le prophète Muhammad aurait dit : « personne ne devrait être brûlé vif en guise de châtiment ». L'histoire complète (dans les sources sunnites), narrée par 'Ikrimah, raconte qu'Ali brûla des apostats vivants et qu'ibn Abbas fit le commentaire suivant : « Si cela avait été moi, je ne les aurais pas brûlés ; le Messager d'Allah [SAW] a dit : « Personne ne devrait être puni par le châtiment d'Allah. » Si cela avait été moi, je les aurais tués ; le Messager d'Allah [SAW] dit : « Quiconque change de religion, tuez-le. » ». Il existe par ailleurs une autre tradition (déclarée authentique par cheikh al-Albani), dans laquelle le prophète utilise le même argument pour reprocher à ses compagnons d'avoir incendié une simple fourmilière.   
La branche jordanienne des Frères musulmans, le Front islamique d'action, a condamné la mise à mort d'al-Kasasbeh, disant qu'il s'agissait d'un « crime », sans toutefois en mentionner ses auteurs. Le 5 février, le chef du Front islamique d'action, le cheikh Hammam Saïd (ar), a demandé à la Jordanie de se retirer de la coalition, affirmant que la Jordanie ne devrait pas faire partie d'une coalition dirigée par les États-Unis. 
Cheikh Salam Salameh (ar), député du Hamas au Conseil législatif palestinien, a déclaré : « Les membres de l'EI sont, d'une manière ou d'une autre, considérés comme musulmans et nous ne devons pas nous tenir aux côtés des ennemis d'Allah contre le peuple d'Allah (l'EI) », ajoutant : « La Jordanie est la raison pour laquelle al-Kassasbeh a été brûlé. C'était la décision du gouvernement jordanien d'envoyer son armée en Syrie pour aider le gouvernement [syrien] contre les rebelles dans leur guerre, dans laquelle elle [Jordanie] n'a aucun intérêt. Elle aurait dû adopter une position similaire à celle de la Turquie. »

## Cas similaires
Il est rapporté que d'autres personnes ont été brûlées vives par Daech, seule la méthode a changé : 
Dans la soirée du 22 décembre 2016, des comptes de médias sociaux affiliés à Daech ont partagé une vidéo de 19 minutes, intitulée Le bouclier, montrant — entre autres — deux soldats turcs être brûlés vifs. Ces derniers ont rapidement été identifiés comme étant Sefter Taş (kidnappé dans la province de Kilis à la frontière avec la Syrie, le 1er septembre 2015) et Fethi Şahin (un homme mystérieux qui s'identifie lui-même dans la vidéo comme un membre d'une unité de renseignement de la Jandarma basée dans la province de Tekirdağ, mais qu'une source anonyme décrit comme un militaire turc ayant fait défection au profit de Daech). Enchaînés, ils sont traînés hors de leur cage par des membres de Daech qui les font ramper « comme des chiens » jusqu'à leur lieu de mise à mort, où un foyer est allumé quelques mètres derrière leur dos, avant que le feu ne se propage jusqu'à eux via les chaînes reliées à leurs cous,.
Le 29 novembre 2017, Daech a publié, via son centre d'information Al-Hayat, une vidéo de 58 minutes, intitulée Flammes de la guerre II, montrant — entre autres choses (reprise de Palmyre, scènes de guerre en Égypte et en Irak, exécutions massives de prisonniers de guerre etc.) — l'immolation du major Azzam Eid, un pilote syrien originaire de Salamyeh capturé par l'organisation, le 22 avril 2016, après que son MiG-23BN se soit écrasé au sud-est de Damas (près de Tall al-Dakwah (ceb)), sans que l'on sache si ce dernier a été abattu (version défendue par l'Amaq) ou a souffert d'une faute technique (version défendue par une source militaire syrienne et l'agence de presse russe Interfax). Le feu est allumé au niveau des pieds du pilote, qui se débat (alors qu'il est enchaîné à un arbre par le cou et menotté les mains dans le dos) jusqu'à ce qu'on son corps soit carbonisé.

## Rumeurs
Il existe des rumeurs selon lesquelles Maaz al-Kassasbeh serait toujours en vie, et que sa mise à mort ne serait qu'un canular. En témoignent des coups de fil anonymes reçus par la famille du pilote ainsi que des vidéos sortis à la mi-décembre 2015 dans lesquelles d'anciens captifs présumés de Daech affirment avoir partagé une cellule avec Kassasbeh longtemps après sa mort.